# Lysiloma auritum
Lysiloma auritum là một loài thực vật có hoa trong họ Đậu. Loài này được (Schltdl.) Benth. miêu tả khoa học đầu tiên.